# سجفور
سجفورد (به انگلیسی: Sedgeford) یک روستا و محله مدنی در بریتانیا است که در King's Lynn and West Norfolk واقع شده‌است. سجفور ۱۷٫۰۶ کیلومتر مربع مساحت و ۶۱۳ نفر جمعیت دارد.